# Owen Wijndal
Owen Wijndal, né le 28 novembre 1999 à Zaandam aux Pays-Bas, est un footballeur international néerlandais qui joue au poste d'arrière gauche à l'Ajax Amsterdam.

## Biographie

### En club

#### AZ Alkmaar
Né à Zaandam aux Pays-Bas d'un père surinamais et d'une mère néerlandaise, Owen Wijndal est formé par l'AZ Alkmaar, qu'il rejoint en 2010 après avoir évolué avec le club du HFC Haarlem. Le 23 juin 2016, alors qu'il n'a que 16 ans, Owen signe son premier contrat professionnel avec son club formateur. Il fait sa première apparition en équipe première le 4 février 2017 lors d'un match d'Eredivisie de la saison 2017-2018 face au PSV Eindhoven. Il est titularisé à son poste de prédilection mais son équipe s'incline sur le score de quatre buts à deux ce jour-là.
Le 25 juillet 2019, Owen Wijndal joue son premier match en coupe d'Europe à l'occasion d'une rencontre de qualification pour la Ligue Europa, face au club suédois du BK Häcken. Il est titularisé ce jour-là mais les deux équipes ne parviennent pas à se départager (0-0).
Le 18 mars 2022, Owen Wijndal prolonge son contrat avec l'AZ d'un an, soit jusqu'en juin 2024.

#### Ajax Amsterdam
Le 12 juillet 2022, Owen Wijndal s'engage en faveur de l'Ajax Amsterdam. Il signe un contrat courant jusqu'en juin 2027.

#### Royal Antwerp FC
Le 5 septembre 2023, Owen Wijndal rejoint le Royal Antwerp FC sous la forme d'un prêt d'une saison,.

### En sélection
Le 31 mai 2019, il fête sa première sélection avec l'équipe des Pays-Bas espoirs lors d'un match amical face au Mexique. Il entre en jeu en cours de partie à la place de Tyrell Malacia et son équipe s'impose sur le score de cinq buts à un ce jour-là.
En août 2020, Owen Wijndal est appelé pour la première fois avec l'équipe nationale des Pays-Bas pour les matchs de septembre. Il honore toutefois sa première sélection au rassemblement suivant, le 7 octobre 2020, lors d'un match amical contre le Mexique. Il est titularisé et son équipe s'incline par un but à zéro ce jour-là.